# Слипак, Серхио
Серхио Слипак (исп. Sergio Slipak; род. 28 июля 1965, Буэнос-Айрес) — аргентинский шахматист, гроссмейстер (2001). В составе сборной Аргентины участник 35-й Олимпиады в Бледе (2002).

## Спортивная биография
В 1987 году в Сан-Хуане завоевал титул молодежного (до 26 лет) командного вице-чемпиона мира. В 1995 году представлял свою страну на командном чемпионате Панамерики в Каскавеле, где завоевал две медали: золото за личный результат на третьей доске и серебро в составе команды. В 2002 году играл в составе сборной на шахматной олимпиаде в Бледе. С 1992 года он является постоянным участником финалов индивидуальных чемпионатов Аргентины, в которых дважды занимал второе место (1998, 2002 годы) и завоевал титул вице-чемпиона страны. Кроме того, в 1993 и 1996 годах он занимал четвертое место в финальных турнирах.
В 1984 году завоевал титул вице-чемпиона стран Панамерики среди юниоров. В последующие годы он добился следующих успехов на международных турнирах: 2-е место в Мадриде (1986), 1-е место в Лечче (1988), 1-е место в Ферроле (1988), 2-е место в Буэнос-Айресе (1989, 1997), 2-е место. занял 1-е место в Андорре (1991), 1-е место в Буэнос-Айресе (1993, 1994, 1995), 1-е место в Мар-дель-Плата (1995, 1999, 2001) и 2-е место в Вилья-Баллестере (1999).

## Изменения рейтинга
Наивысшего рейтинга в своей карьере достиг 1 января 1996 года с результатом 2535 очков.
| Графики недоступны из-за технических проблем. См. информацию на Фабрикаторе и на mediawiki.org. |

## Бибилография
В 2000 году он опубликовал книгу под названием  Secretos del ajedrez argentino (1992-1999), редактор Ajedrez Martelli.